# حفل توزيع جوائز الأكاديمية الإفريقية للأفلام السابع عشر
حفل توزيع جوائز الأكاديمية الأفريقية للأفلام السابع عشر (بالإنجليزية: 17th Africa Movie Academy Awards)، هُو حفل توزيع جوائز الأكاديمية الأفريقية للأفلام الخاص بسنة 2021، والذي أقيم يوم الأحد 28 نوفمبر 2021 في مدينة لاغوس في نيجيريا.
فُتح باب تقديم الترشيحات للمُنافسة على جوائز الحفل خلال الفترة من 31 مايو إلى 31 يوليو 2021، وقد أُخذ بعين الاعتبار 500 ترشيح خلال هذه الدورة.
أُعلن عن القائمة النهائية للأسماء والأعمال المُرشحة للتنافس ضمن 26 فئة خلال 29 أكتوبر 2021، وذلك بواسطة رئيس لجنة التحكيم Steve Oluseyi Ayorinde ‏. حصل الفيلم الصومالي زوجة حفار القبور على العدد الأكبر من الترشيحات، بما في ذلك ترشيحه للتنافس على جوائز أفضل فيلم في لغة أفريقية وأفضل مُمثل في دور رئيسي وأفضل مُخرج. رُشحت أفلام أخرى عديدة خلال هذه الدورة أبرزها كان أومو غيتو: الملحكة وآينلا وإيموفي.

## الجوائز والترشيحات
| أفضل فيلم | أفضل مُخرج |
| --- | --- |
| - زوجة حفار القبور (الصومال) - الفائز - مهمة الإنقاذ (كينيا) - فرايد باري (جنوب أفريقيا) - ستاين (أوغندا) - إيموفي (نيجيريا) - هيرارب (ناميبيا) - نيارا (تنزانيا) - ما تسمع كان الريح (تونس)                                                     | - آريي إيسيري وتشوكو إيسيري، إيموفي - الفائز - غيلبرت لوكاليا، مهمة الإنقاذ - ريان كروغر، فرايد باري - خضر عيدروس أحمد، زوجة حفار القبور - موريس موغيشا، ستاين - أوشوفيلي شيبو، هيرارب - رام آلي كاسونغو، نيارا - يوسف شبي وإسماعيل، ما تسمع كان الريح                             |
| أفضل ممثل في دور رئيسي | أفضل ممثلة في دور رئيسي |
| - عمر عبدي، زوجة حفار القبور - الفائز - غاري غرين – فرايد باري - لطيف أديديمجي، آينلا - ميلفين آلوسا، مهمة الإنقاذ - جود أكووديكي، إيموفي - ديفيد نجافيرا، هيرارب - Nonso Bassey، السيدة أنجولا                                                  | - جوان أغابا، ستاين - الفائزة - لوسي ميمبا بوا، مدفون - فونكي أكينديلي، أومو غيتو: الملحمة - سارة ألينا غروش، ما تسمع كان الريح - فومي متيمبو، أمريكي أفريقي - ريتا دومينيك، السيدة أنجولا - كلودين دو غروت، هيرارب                                                                |
| أفضل ممثل في دور مساهد | أفضل ممثلة في دور مساعد |
| - Kelechi Udegbe، كوليجن كورس - الفائز - مولشيد موغابيري، مونيكا - مهدي حجري، ما تسمع كان الريح - كاميرون سكوت، فندق على الكؤوس - بيمبو مانويل، رحل                                                                                              | - هايزل هيندا، هيرارب - الفائزة - غلوريا يونغ، الأفعى المجلجلة: قصة أهانا - نان هايفورد، شايسينغ لولابي - تومي موراكي، Seriously Single ‏ - إيني إيدو، اقتباس |
| أفضل تصميم أزياء ‏ | أفضل مكياج ‏ |
| - أمريكي أفريقي - الفائز - مدفون - أوبا بي أولورون - تيكورا - أجنحة النسر | - زوجة حفار القبور - الفائز - فرايد باري - تيكورا - ذا تايكرز - مهمة الإنقاذ |
| أفضل تصوير سينمائي ‏ | أفضل تصميم إنتاج ‏ |
| - آينلا - الفائز - ما تسمع كان الريح - ستاين - نيارا - زوجة حفار القبور | - زوجة حفار القبور - الفائز - تيكورا - ذا تايكرز - نيارا - شادو بارتيز |
| أفضل مونتاج ‏ | أفضل سيناريو ‏ |
| - إيموفي - الفائز - مهمة الإنقاذ - أومو غيتو: الملحمة - نيالا - فرايد باري | - كوليجن كورس - الفائز - شايسينغ لولابي - من حيث أتيت - ستاين - هيرارب |
| أفضل فيلم بلغة أفريقية ‏ | أفضل فيلم نيجيري |
| - زوجة حفار القبور – خضر عيدروس أحمد (الصومال) - الفائز - بانغارانغ – روبن أودونغو (كينيا) - آينلا – توندي كيلاني (نيجيريا) - فندق على الكؤوس – تشارلي فاندلر (جنوب أفريقيا) - نيارا – رام آلي كاسونغو (تنزانيا) - ستاين – موريس موغيشا (أوغندا) | - إيموفي - الفائز - قصة أهانا - آينلا - اقتباس - أومو غيتو: الملحمة - السيدة أنجولا - كوليجن كورس - شادو بارتيز |
| أفضل فيلم قصير ‏ | أفضل فيلم رسوم متحركة ‏ |
| - لحم – أوغندا - الفائز - على الطريق – بوريكنا فاسو - صديق أفضل – غانا - جدني قرب النهر – جنوب أفريقيا - على حافة الموت – جمهورية الكونغو الديمقراطية - صورة للأميرة توتو – كوت ديفوار - ليلة طويلة في أبوجا – نيجيريا                           | - لايدي باكيت آند ذا موتلي موسترز – نيجيريا - الفائز - الغرفة 5 – غانا - شاكا إينكلوسي ياماخوسي – جنوب أفريقيا - الهرم – مصر - موفيالا – توغو - ألف مُعتقد – أوغندا - ليال بيضاء – الجزائر                                                                                          |
| أفضل فيلم وثائقي ‏ | أفضل فيلم لمُخرج أفريقي في الشتات ‏ |
| - سوفتي - كينيا - الفائز - الغابة المقدسة - تونس - بطاقة بريدية - المغرب - مكشوف: القيادة والثقة والوباء - نيجيريا - ليندا تحت الحجر الصحي - جنوب أفريقيا - بوليمبو: تاريخ ثقافة - جمهورية الكونغو الديمقراطية - نوبوث - أوغندا - زيندت - النيجر | - ابتزاز – أوبي إيميلونيي (نيجيريا/المملكة المتحدة) - الفائز - أول نداء – أنجيلا أونورا (نيجيريا/كندا) - K.I.A.B – إريك زوا وأوليكسي أوسيكا (الكاميرون/الولايات المتحدة) - رحل – دانيال أديمينوكان (نيجيريا/الولايات المتحدة)                                                      |
| أفضل فيلم قصير من الشتات | أفضل فيلم وثائقي من الشتات ‏ |
| - ثلاث أوراق (هايتي) - الفائز - في أخبار أخرى (كندا) - أزرق (الولايات المتحدة) - هوية بيرن (سويسرا) - لا تشمل (المملكة المتحدة) | - الفداء الأفريقي: حياة ماركوس غارفي (الولايات المتحدة) - الفائز - أكوابا: الصحوة (الويات المتحدة) - رايس توداي (المملكة المتحدة) |
| أفضل فيلم روائي من الشتات ‏ | أفضل موسيقى تصويرية ‏ |
| - بقايا (الولايات المتحدة) - الفائز - مشاركة الرحلة (الولايات المتحدة) - هال كينغ (الولايات المتحدة) | - اقتباس - الفائز - نيارا - زوجة حفار القبور - هذه السيدة تدعى الحياة - فندق على الكؤوس |
| أفضل مؤثرات بصرية ‏ | أفضل صوت ‏ |
| - فرايد باري - الفائز - نيكا الثعبان الجميل - ستاين - ذا تايكرز - مهمة الإنقاذ | - إيموفي - الفائز - هيرارب - أمريكي أفريقي - زوجة حفار القبور - السيدة أنجولا |
| أفضل ممثل واعد ‏ | أفضل أول عمل إخراجي |
| - فيلما موريميرا – شاينا - الفائز - أولواباميكي أولاونمي أدينيبويان – كوليجن كورس - فايث فيديل – من حيث أتيت - ديفيد ويدا – بانغارانغ - بيرثا عبد الله – نيارا - هانا سوكالي – فاتساني: قصة نجاة                                                 | - إيموفي – آريي إيسيري وتشوكو إيسيري (نيجيريا) - الفائز - شاينا – بياتريس ماسفور ألف (زيمبابوي) - أفريقي أمريكي – موزيمثيمبو (جنوب أفريقيا) - زوجة حفار القبور – خضر عيدروس أحمد (الصومال) - ما تسمع كان الريح – يوسف شبي وإسماعيل (تونس) - فرايد باري – ريان كروغر (جنوب أفريقيا) |